# Љиљана Павловић Самуровић
Љиљана Павловић-Самуровић (23. јули 1935 — Београд, 3. март 2006) је била професор шпанског језика и књижевности на Филолошком факултету у Београду. Била је један од оснивача и најистакнутијих личности српске хиспанистике.
Дипломирала је француски језик и књижевност на Филозофском факултету у Београду фебруара 1959. године, а потом је отишла на Сорбону где је на Хиспанскм институту исте године добила „сертификат“ из шпанске књижевности. Постдипломске студије је завршила на Филолошком факултету у Београду на Катедри за романистику. Године 1964, мексичка влада јој је доделила стипендију, те је провела шест месеци у Мексику сакупљајући грађу за докторат који ће одбранити на Сорбони 25. јуна 1966. године и тако постати први држављанин бивше Југославије са докторатом из хиспанистике. Њена докторска дисертација је објављена 1969. године у Београду, а 1971. и у Паризу.
Године 1962. учествује у организовању и предавању шпанског језика као изборног предмета на Филолошком факултету у Београду. Година 1962, 1965, 1968. била је изабрана за асистента. Као доцент, бирана је 1970. и 1975. Ванредни професор је постала 1979. а редовни професор 1985..
Развој Катедре за иберијске студије је тесно везан за личност др. Павловић-Самуровић. Група за шпански језик и књижевност је основана 1971. године при Одсеку за романистику и тај датум је уједно и датум почетка развоја хиспанистике у Србији.
Специјално интересовање је имала за дело Сервантеса и такође се сматра утемељивачем српске сервантистике. Била је члан Међународног удружења сервантиста и Међународног удружења Златни век.

## Дела
- Шпанска књижевност 1
- Лексикон хиспаноамеричке књижевности
- Антологија хиспаноамеричке поезије: Светлости Кордиљера
- Књига о Сервантесу